# 穢跡金剛說神通大滿陀羅尼法術靈要門經

《穢跡金剛說神通大滿陀羅尼法術靈要門經》，由唐代北天竺沙門阿質達霰所譯，收錄於大正藏密教部第21冊、乾隆藏宋元入藏諸大小乘經62冊第961部，另於嘉興藏、永樂北藏、永樂南藏、中華藏、高麗藏等藏經中皆有收錄此經。

## 內容概要
當時，釋迦牟尼佛在古印度拘尸那竭城力士一族人的出生地處，準備入涅槃，此時無量大眾皆哽咽悲惱不捨佛陀將離開，釋提桓因、諸天人眾也來到佛前供養釋迦牟尼佛。而當時螺髻梵王得知釋迦牟尼佛將入涅槃，卻在天上同諸天女娛樂不來覲見佛陀。會中大眾派出諸多咒仙前去請螺髻梵王，但該梵王以種種不凈穢物為城，咒仙們皆咒術不靈而死，後續又派出諸多金剛前去拿取梵王，但連金剛們都沒辦法，過了七天依然無法將螺髻梵王帶來覲見佛陀，會中大眾見此而感到悲哀，皆向釋迦佛陀表達不捨，祈求佛陀常住世。

釋迦牟尼佛悲憫大眾，便從佛陀的左心處，化現出一尊穢跡金剛，穢跡金剛即從大眾中立起，表達祂能拿取螺髻梵王，便大顯威神、騰身空中，來到梵王所，金剛以手一指，這些種種不凈之穢物皆變成大地，並將螺髻梵王帶到佛前接受佛陀的教化。
會中大眾讚嘆穢跡金剛威神，穢跡金剛則發誓願，如世間有眾生被諸天惡魔、一切外道惱亂，念我心咒滿十萬遍，穢跡金剛將現身令其滿願如意、永離貧窮常令安樂。釋迦牟尼佛入涅槃後，誓渡眾生，令佛法不滅久住於世，便向大眾宣說大圓滿陀羅尼神呪穢跡真言（即穢跡金剛心咒），並宣說受持該神咒能得受離苦難、除病、解怨憎等等的殊勝加持以及指導修持此咒的具體方法。

## 外部連結
- 穢跡金剛說神通大滿陀羅尼法術靈要門 電子書 （页面存档备份，存于）
- 穢跡金剛說神通大滿陀羅尼法術靈要門一卷 （页面存档备份，存于）